# ТЭЦ Мелец
ТЭЦ Мелец — теплоэлектроцентраль в одноимённом городе центральной Польши.
В 1962 году на авиационном заводе PZL Mielec была запущена собственная ТЭЦ, которая имела два угольных паровых котла OR-64 производства рацибужской компании Rafako и две турбины — по одной типов AP-6 и AR-4 мощностью 6 МВт и 4 МВт соответственно. В 1969 году добавили третий котел того же типа. На данный момент этот объект известен как ЭС-1.
В 1984—1985 годах теплоэлектроцентраль была усилена чергой ЭС-2 с двумя угольными водогрейными котлами Rafako WR-25 мощностью по 29 МВт.
В 2004 году на ЭС-1 была смонтирована турбина VE40 мощностью 20,44 МВт, кроме того, в работе осталась турбина AR-4.
А в 2011 году была введена в эксплуатацию третья черга ЭС-3 с двумя генераторными установками на природном газе, которые используют двигатели General Electric Jenbacher JMS 624 GS-N.LC (TSTC) мощностью по 4,21 МВт. Кроме электроэнергии, они могут совокупно производить 7,37 МВт тепла, при этом общая паливная эффективность достигает 84,3 %. В составе черги также имеется резервуар-аккумулятор объёмом 2,1 тыс. м³.
По состоянию на 2019 год в работе остался только один котел WR-25, при этом электрическая и тепловая мощность станции составляли 32,87 МВт и 159,7 МВт соответственно.
С 1992 года ТЭЦ работает отдельно от авиазавода.